# Quilahuani (distrito)
Quilahuani é um distrito do Peru, departamento de Tacna, localizada na província de Candarave.

## Transporte
O distrito de Quilahuani é servido pela seguinte rodovia:
- TA-104, que liga o distrito à cidade de Ilabaya
- TA-103, que liga o distrito de Candarave à cidade de Tarata[1][2][3]